# Jeanne Ire de Bourgogne
Pour les articles homonymes, voir Jeanne de Bourgogne.

Jeanne Ire de Bourgogne (1191-1205), née Jeanne de Hohenstaufen, est comtesse de Bourgogne de 1200 à sa mort.

## Biographie
Jeanne de Bourgogne naît en 1191. Elle est la fille du comte Othon Ier de Bourgogne, de la maison de Hohenstaufen, et de Marguerite de Blois, fille du comte Thibaut V de Blois et de Chartres et d'Alix de France, elle-même fille du roi de France Louis VII le Jeune. 
Ses parents se séparent peu après sa naissance sans que leur mariage soit dissous.
Le 14 janvier 1200, son père meurt à Besançon à l'âge de 32 ans. Jeanne lui succède comme comtesse de Bourgogne à l'âge de 9 ans. 
Elle meurt à l'âge de 14 ans en 1205. Sa sœur Béatrice lui succède avec son époux, le duc Othon d'Andechs et de Méranie, qui devient également par mariage le comte Othon II de Bourgogne. 
Cependant, certains historiens, en se fondant sur la chronique d'Aubry de Trois-Fontaines et sur des chartes ne mentionnant qu'une fille, estiment que Jeanne et Béatrice sont la même personne, qui a changé de prénom lors de son mariage et repris le prénom de sa grand-mère Béatrice Ire de Bourgogne,.